# Hohebannstein

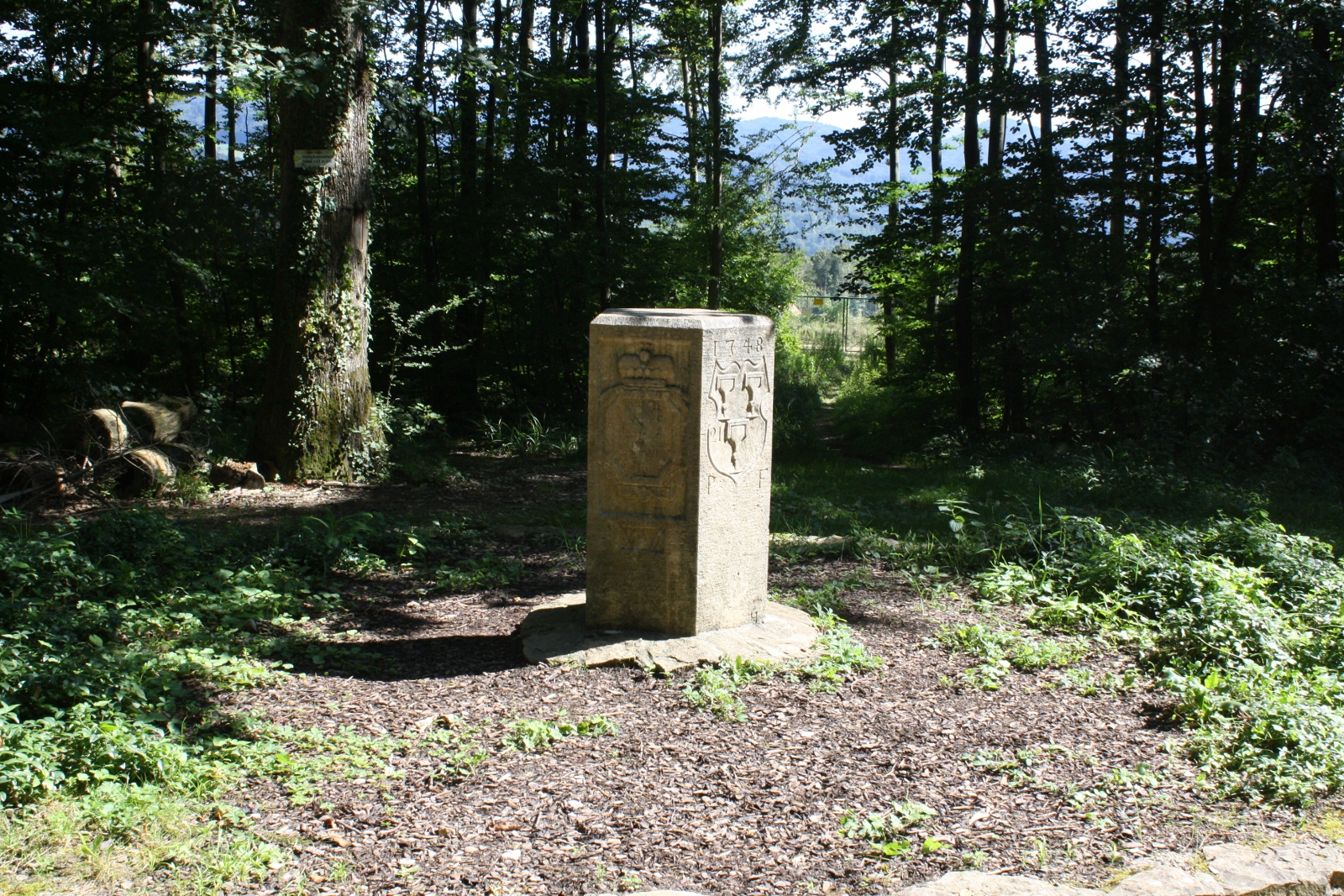
Hohbannstein im Hohfirstwald

Der Hohebannstein, auch Hohbannstein genannt, ist ein historischer Grenzstein auf dem den Südteil des Schönbergmassivs bildenden Hohfirst südlich von Freiburg im Breisgau. Seine Besonderheit ist, dass dort mit den Gemarkungen von Bollschweil, Ebringen, Kirchhofen (heute Gemeinde Ehrenkirchen), Pfaffenweiler und Wolfenweiler (heute Gemeinde Schallstadt) fünf Gemeinden aneinandergrenzen.
Der Name Hohebannstein leitet sich vom noch heute im alemannischen Sprachraum üblichen Begriff Bann für Gemarkung ab.
Der Hohebannstein ist der prominenteste von zahlreichen historischen Grenzsteinen im Hohfirstwald, die die auf den Stein zulaufenden Grenzen markieren. Die größten und prächtigsten befinden sich auf der Grenze zwischen Ebringen und Wolfenweiler (Schallstadt) im Wald westlich des Hohfirstgipfels.

## Geographische Lage
Zum Hohebannstein gelangt man am kürzesten von der Gemeindeverbindungsstraße Ebringen - Wittnau aus. Er befindet sich auf 410 Metern über NN circa 300 Meter östlich unterhalb des Hohfirstgipfels an einem Waldweg, 100 Meter vom ehemaligen Kalkbergwerk Bollschweil entfernt.

## Geschichte
Der Hohfirst, der durch den Hohebannstein territorial aufgeteilt wird, wurde bis ins frühe 15. Jahrhundert in Form einer Allmende durch die umliegenden Ortschaften genutzt. Bevölkerungszuwachs, aber auch eine zunehmend eigenständige Politik der Gemeinden gegenüber ihren Grundherren, führten dann zum Verschwinden der Allmende.
Die Gemeinden versuchten nun, ihre jeweiligen Gemarkungen möglichst weit auf den Berg auszudehnen. Hierbei gerieten besonders die Ortschaften Pfaffenweiler und Wolfenweiler miteinander in Streit, in den dann mittelbar auch Ebringen einbezogen wurde, da Pfaffenweiler über vier Generationen seine Grundherren zur Einklagung der Herrschaft über den Ebringer Ortsteil Talhausen zu bewegen versuchte. Dies hätte bei einem Erfolg Pfaffenweiler die vollständige Kontrolle über den nordwestlichen Hohfirst auf Kosten von Wolfenweiler und Ebringen ermöglicht. Die Klage scheiterte. 1748 wurde der Hohfirst dann in der noch heute gültigen Grenzziehung unter den angrenzenden Gemeinden aufgeteilt und der Hohebannstein errichtet.
Der Vorgang über die Aufteilung des Hohfirsts bezeugt die komplizierte politische Lage im ausgehenden Mittelalter und der frühen Neuzeit. Territorialstreitigkeiten führten nicht nur die adligen Grundherren untereinander, sondern auch die ihnen untertänigen Gemeinden, die zur Interessendurchsetzung jedoch die Unterstützung der Grundherren brauchten, da nur diese Territorien einklagen konnten.

## Gestaltung

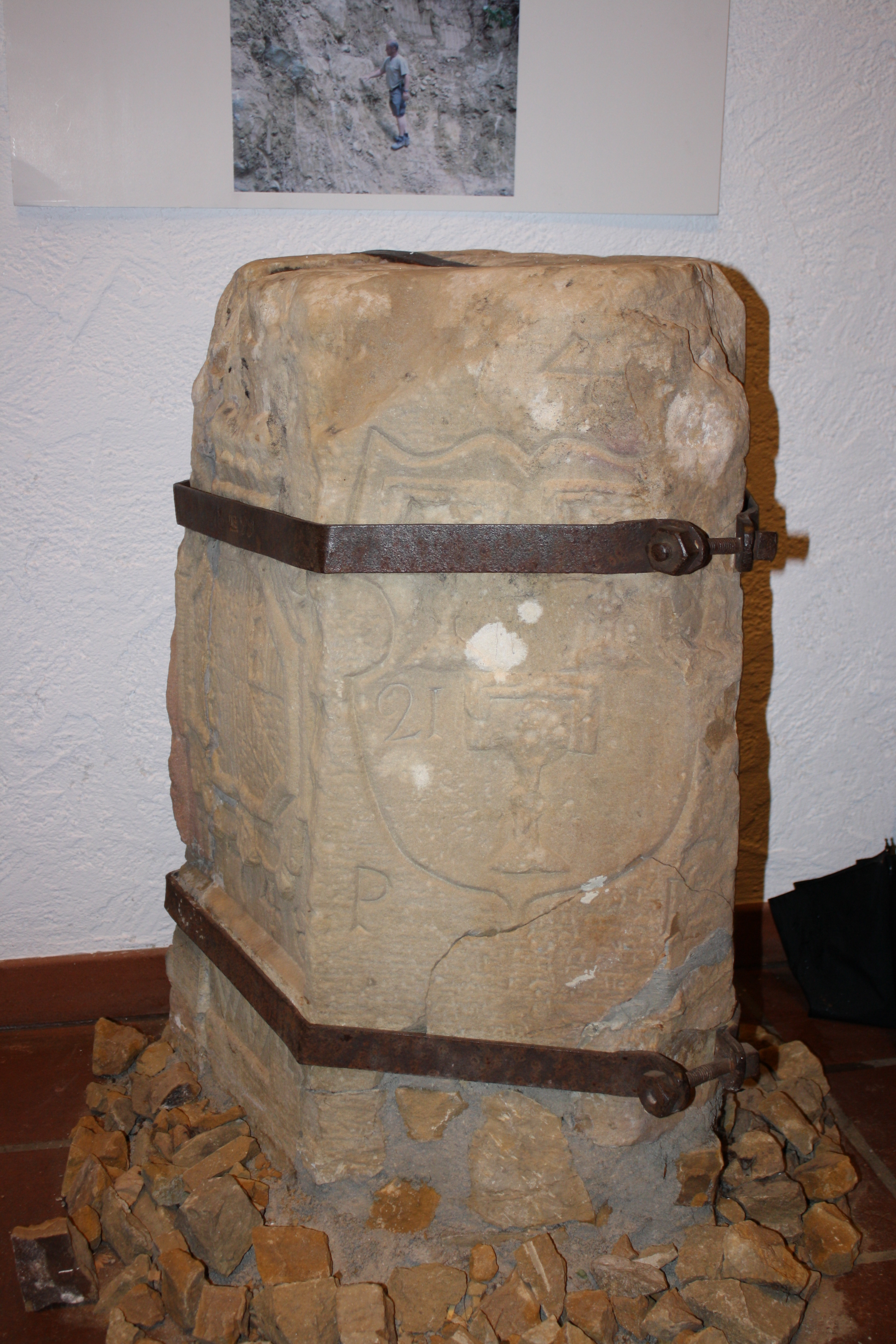
Der ursprüngliche Hohbannstein im Dorfmuseum zu Pfaffenweiler

Der Stein hat die Form eines Fünfecks, auf jeder Seite mit einem Wappen der angrenzenden Gemeinden. Der originale Stein wurde 1996 bei einem Forstunfall sehr stark beschädigt und befindet sich seither im Dorfmuseum zu Pfaffenweiler. Am eigentlichen Grenzpunkt steht seit 1997 eine Replik.
Marie Luise Kaschnitz beschreibt in ihrem Bollschweil-Buch von 1966 (siehe Literatur) den „Hohen Bannstein“ als einen

„alten Grenzstein mit fünf Wappen, den traubentragenden Bären von St. Gallen, den drei Kelchen von Staufen, den Bärentatzen der Schnaevelins, dem Wappen des Lazarus von Schwendi, dem Wappen der Krone
wobei man sich fragt, was da einmal war, ein Thingplatz, ein Kruzifix, ein Galgen, jedenfalls etwas, an dem alle Gemeinden Anteil haben wollten, zu dem sie lange, schmale Waldzungen streckten.“

## Weblink
Koordinaten: 47° 56′ 9″ N, 7° 46′ 51″ O